# فاطمه رجبی
فاطمه رجبی دوانی، تحلیلگر سیاسی، شاعر، مدرس دانشگاهو از نویسندگان هفته‌نامه‌های صبح و یالثارات الحسین (ارگان انصار حزب‌الله) است. غلامحسین الهام همسر او است. فاطمه رجبی، اندکی پس از روی کار آمدن دولت محمود احمدی‌نژاد (دولت نهم) در تیرماه ۱۳۸۴، به‌عنوان مدرّس در دانشکدهٔ خبر نیز فعّالیّت می‌کند و از آن زمان به چهره‌ای جنجالی و خبرساز تبدیل شده. او پس از انتخابات مجلس در سال ۱۳۹۰ از حضور در صحنه سیاسی کناره گرفت و از تبلیغ اندیشه خود خودداری کرد.

## خانواده
او همسر غلامحسین الهام، عضو حقوق‌دانان شورای نگهبان، رئیس ستاد مبارزه با قاچاق کالا و ارز و هم‌چنین سخنگوی دولت محمود احمدی‌نژاد (دولت نهم) است. فاطمه رجبی در تمجید احمدی‌نژاد، وی را معجزهٔ هزاره سوم خواند و کتابی به همین نام نوشت. پدرش حجت‌الاسلام علی دوانی، نویسنده و پژوهشگر دینی بود. برادرانش محمد رجبی و محمدحسن رجبی اند که آنها با طرز تفکر خواهرشان مخالف هستند.

## اخراج از دبیرستان
او دبیر تاریخ دبیرستان بود در سال ۱۳۷۶ به گفته خودش به دلیل «عدم تحمل انتقادات اش از سوی دولت اصلاحات»، و به گفته برادرش به این دلیل که «درس تاریخ سیاسی ایران را به تفسیر سیاسی و شخصی خود تدریس می‌کرده‌است که شاگردان ایشان که عمدتاً از خانواده شهدا بوده‌اند به این مسئله معترض می‌شوند» از سوی مسئولان مدرسه اخراج شد.

## دیدگاه‌های سیاسی
وی پس از روی کار آمدن دولت محمود احمدی‌نژاد، با نگارش کتاب احمدی‌نژاد؛ معجزه هزاره سوم و انتشار مقالاتی علیه برخی از رجال سیاسی کشور (از جمله هاشمی رفسنجانی، سید محمد خاتمی، میرحسین موسوی، و محمد باقر قالیباف)و به‌دنبال آن، ایراد انتقادهایی از حداد عادل، علی لاریجانی و علی مطهری، در کانون توجه رسانه‌ها قرار گرفت. فاطمه رجبی، برای حکومت اسلامی تفکیک قوا قائل نیست و معتقد به فراتر بودن اختیارات ولی فقیه (رهبر) از قانون اساسی، حذف ریاست‌جمهوری و تعیین نخست‌وزیری برای اجرای امور است.

### خاتمی و موسوی
فاطمه رجبی در واکنش به روزنامه کیهان که طرح ترور خاتمی را مطرح نموده‌بود، خاتمی و هم‌فکرانش را تروریست و آدم‌کش خواند؛ امّا تأکید کرد که «خاتمی ارزش ترور یا اعدام انقلابی توسّط مؤمنان را ندارد.»
فاطمه رجبی، در آستانهٔ دهمین دورهٔ انتخابات ریاست جمهوریِ ایران، در مطلبی علیه میرحسین موسوی، وی را «برانداز» دانسته و از وی، تحت عنوان «پدر اصلاح‌طلبی برانداز» یاد کرده‌است. وی پس از مناظرهٔ زندهٔ موسوی با احمدی‌نژاد نیز موسوی را «ضدّانسان» و «فحّاش» نامید. او از رنگ سبز میرحسین موسوی به «سبز لجن» یاد کرد.
ستاد انتخاباتی محمود احمدی‌نژاد ویژهٔ انتخابات ریاست جمهوری دورهٔ دهم برای نامه‌های فاطمه رجبی به او هشدار داد. وی پس از انتخابات نیز مخالفان احمدی‌نژاد را دجال و سفیانی نامید و نوشت:
موسوی خون ریخت، چرا که خون‌خوار شده‌است، از بغض عدالت و پاکی احمدی‌نژاد.
کروبی و خاتمی به همراه او کاسه‌های خون مردم را سر می‌کشیدند، چرا که از فرط کینهٔ مردم به دلیل آرای آن‌ها به پاکی و صداقت احمدی‌نژاد تشنهٔ خون شدند.
لاریجانی و باهنر، فتنه‌گرانه به مصاف عدالت و پاکی آمدند تا دیْن‌شان را به هاشمی ادا کنند و البته در کارزار تباهی‌ها با صداقت‌ها شریک.
او معتقد است ملت برای سید حسن خمینی نه جایگاه سیاسی و نه جایگاه علمی و نه هیچ جایگاه دیگری قائل نیست.

### احمدی‌نژاد
او در پیرامون پیروزی دوبارهٔ احمدی‌نژاد در انتخابات گفت: «احمدی‌نژاد دور قبل با عنایت امام زمان انتخاب شد و امروز هم اگر توجّه ولی‌عصر نبود با این‌همه کارشکنی موفق نمی‌شد.» او در ادامه گفت: «آقایانی که قانون‌مندی احمدی‌نژاد را زیر سؤال برده‌اند، اگر اسنادی دارند، بیاورند و ثابت کنند.»
او گفته‌است: «امام گفت تلاش کنید بر قلب‌ها نفوذ کنید و با زور سرنیزه نمی‌شود بر مردم حکومت کرد، احمدی‌نژاد را خدا بر قلب‌ها حاکم کرده‌است.»
او در نامه‌ای به مناسبت نیمه شعبان سال ۱۳۸۸ به محمود احمدی‌نژاد، از او به خاطر این که گفته‌است «من با تحجر مخالفم» و نیز «اعلان حضور وزرای زن در لیست‌های منتشره» کابینه دهم انتقاد کرد، حضور وزیر زن را از اهداف شوم فمینیست و سکولارها دانست و گفت هیچ معصومی یک زن را به یک مقام مهم نگمارده‌است. او خاطرنشان کرد که مسئولیت عالی زنان از نشانه‌های آخرالزمان است.

### مخالفت با نظام جمهوری
فاطمه رجبی در گفتگو با مجله همشهری ماه، که در مرداد ۱۳۸۹ منتشر شد، نظرات جدیدی ابراز کرد و گفت: «من قائل به حکومت اسلامی هستم. برای اینکه در شعارهای انقلاب هم حکومت اسلامی مطرح بود. در صحبت‌های امام در پاریس هم که دقت کنید، چه قبل از سفر پاریس و چه در سخنان ایشان در پاریس، ایشان مدام از حکومت اسلامی نام می‌برند. من همیشه با خود می‌گویم که مثل عدالتخانه‌ای که در مشروطه، خواسته همه مردم بود و یکدفعه مشروطه از آسمان افتاد و معلوم نشد از کجا وسط کارزار عدالتخانه افتاد و همه دنبال مشروطه رفتند، جمهوری اسلامی هم نمی‌دانم چطور در وسط کارزار حکومت اسلامی مطرح شد.» رجبی در توجیه سخن خود معتقد است، یکی از معضلات جمهوری همین رأی گرفتن‌هاست که در عمر ۳۰ ساله جمهوری اسلامی دو بار مردم فریب خوردند. یکی همین مسئله بنی‌صدر است که توانست رأی بگیرد. البته بنی‌صدر قدرت و نفوذ کلام زیادی داشت. زبان محاوره‌ای را به بهترین شکل انجام می‌داد و مخاطب را جذب می‌کرد. ظاهر ساده‌ای داشت. آن زمان که همه با کراوات و پاپیون و تیپ‌های آن‌چنانی و در تضاد با مردم و فرهنگ انقلاب می‌گشتند، از بدو ورود بنی‌صدر مردم چنین چیزی را دربارهٔ او ندیدند. بالاخره توانست رأی مردم را جذب بکند. وی معتقد است: «در صورت جمهوری و رای‌گیری، مردم قربت الی الله رای می‌دهند و بنی‌صدر از درون صندوق‌های رای درمی‌آید و او هم شمشیر را از رو علیه اسلام و انقلاب می‌بندد. بار دیگر هم مردم به خاتمی رای می‌دهند… این جمهور است که با آن مشکل دارم.»
او معتقد است «تفکیک قوا و پارلمان و امثالهم در حکومت اسلامی قطعاً نیست. اگر ما حکومت اسلامی را حکومت امیرالمؤمنین بدانیم، این شکل حکومت به شکل امروزی وجود نداشت. شما ممکن است بگویید در دنیای جدید این پذیرفته نیست. البته به لحاظ شکلی پذیرفته نیست ولی در حکومت اسلامی یک نفر است ولی و رهبر که کارها را به عهده دارد… اگر رئیس‌جمهوری برداشته شود، دیگر اینکه یک نفر رئیس‌جمهور می‌شود مثل بنی‌صدر و در برابر رهبری قد علم می‌کند، هرگز وجود ندارد. رهبری مبسوط الید است. اینها را بنویسید، هرچند تخریب هم خواهد شد. من قانون اساسی را که برای رهبری چند اختیار و حق گذاشته، محدودالید کردن رهبری می‌دانم. شما هم اگر بررسی کنید می‌بینید امام هم فراتر از اینها عمل می‌کردند.»
او معتقد است رفتار دو رهبر ایران، متفاوت بوده‌است. رجبی می‌گوید: «مشی رهبری با امام متفاوت است. شاید برای ما خیلی عجیب بود که امام به مجلس نهیب می‌زدند به رئیس قوه قضائیه نهیب می‌زدند، ولی ایشان این روش را ندارند، بسیار با صبر و حوصله رفتار می‌کنند. بعدها متوجه می‌شویم که تمامی این تذکرات را رهبری به مسوولان داده‌اند ولی اینها عمل نکردند. شرایط فرق کرده بود و هاشمی با یک جو تهاجمی علیه گذشته آمدند.»

## روابط با پدر
سایت شخصی فاطمه رجبی، بارها در ایران فیلتر یا تعطیل شده‌است. علی دوانی (پدر وی) در شهریور ۱۳۸۵ طیّ نامه‌ای، از رفتار دخترش گلایه کرده و می‌نویسد: «دخترم در زمان ریاست جمهوری جناب آقای خاتمی، چندبار مقالاتی در انتقاد از عملکرد ایشان نوشته بود که فقط یک‌بار آن را مطّلع شدم و همان موقع به نشریهٔ «یالثارات» به سبب چاپ آنها گلایه کردم.»

## ماجرای شکایت حسین موسویان
به دنبال طرح اتهام خانم فاطمه رجبی نسبت به آقای حسین موسویان در سال ۱۳۸۷ و متهم کردن وی به جاسوسی در رسانه‌های عمومی، شکایتی مبنی بر افترا و نشر اکاذیب از فاطمه رجبی به دادسرای عمومی و انقلاب تهران توسط وکیل مدافع سیدحسین موسویان، محمود علیزاده طباطبایی فرستاده شد.
بعد از گذشت پنج سال بالاخره شعبه نهم دادسرای فرهنگ و رسانه قرار مجرمیت صادر کرد و کیفرخواست خانم فاطمه رجبی به اتهام افترا و نشر اکاذیب به شعبه ۱۰۵۷ دادگاه عمومی جزایی تهران ارسال شد. علیزاده طباطبایی گفت: در جلسه رسیدگی به دنبال پذیرش اشتباه و اظهار ندامت خانم فاطمه رجبی و درخواست گذشت وی، وکلا با هماهنگی دکتر موسویان از شکایت گذشت کرده و خواستار مختومه شدن پرونده شدند.